# Elisha Baxter
Elisha Baxter (1 de Setembro de 1827 - 31 de Maio de 1899) foi o décimo Governador do Estado do Arkansas.

## Biografia
Baxter nasceu em Forest City, Condado de Rutherford, Carolina do Norte. Pediu e conseguiu uma nomeação como cadete na Academia Militar dos Estados Unidos em West Point. O pai de Baxter, William Baxter, opôs-se fortemente a sua nomeação, e Baxter renunciou.
Baxter voltou para casa e tornou-se um empresário. Administrava um negócio comercial bem-sucedido no Condado de Rutherford com seu cunhado Spenser Eaves.

## Carreira
Em 1852, Baxter mudou-se para Batesville, Arkansas e abriu um negócio comercial com seu irmão, Taylor A. Baxter. Logo fracassou. Baxter entrou no partido Whig e foi eleito prefeito de Batesville em 1853. Um ano depois, foi eleito representante estadual do Condado de Independence para a décima assembleia geral. Estudou direito e, em 1856, foi aceito na Ordem do Arkansas. Foi reeleito para a Câmara em 1858 e exerceu dois mandatos no Condado de Independence, saindo em 1860.
No início da Guerra Civil Americana, Baxter recusou-se a lutar pela Confederação e tentou fugir para o Missouri. Foi capturado e julgado por traição. Escapou para o norte e entrou na 4ª Infantaria Montada do Arkansas (EUA), servindo como coronel desse regimento.
Em 1864, depois que o Arkansas foi ocupado pelas tropas da União, Baxter foi nomeado Chefe de Justiça da Suprema Corte do Arkansas. Ele e William Meade Fishback foram escolhidos pela nova câmara em Maio de 1864 como os dois senadores americanos do Arkansas, mas em Fevereiro de 1865, sua admissão foi negada por Republicanos do Congresso descontentes com Lincoln por tentarem restaurar a representação do Sul no Congresso tão facilmente. Em 1868, a câmara do estado da época da reconstrução elegeu ele e Andrew Hunter para o Senado dos EUA, mas sua nomeação foi bloqueada mais uma vez pelo Congresso por causa da recusa dos estados do sul em estender o direito aos libertos. De 1868 até 1872, Baxter exerceu como juiz na 3ª Vara Judicial.
Em 1872, Baxter foi eleito Governador Republicano do Arkansas sobre Joseph Brooks em uma eleição controversa que resultou na Guerra Brooks-Baxter. Baxter foi fisicamente removido do gabinete do governador por Brooks e pelas milícias do estado leais a ele. Baxter não foi restaurado ao governo até um mês depois.
Durante seu mandato, os delegados estaduais aprovaram uma nova constituição que encurtou o mandato do governador e restaurou o direito para ex-Confederados. Baxter recusou-se a aceitar a indicação de governador em 1874. Devido à privação de direitos da maioria dos negros na década de 1890, o Partido Republicano foi reduzido no Arkansas. Os Democratas estabeleceram um estado de partido único que sobreviveu na década de 1960. Baxter foi o último governador Republicano a ser eleito no Arkansas até Winthrop Rockefeller em 1967, depois que o Partido Republicano começou um ressurgimento lá.
Depois de deixar o cargo, Baxter voltou para sua fazenda, perto de Batesville. Concorreu a um cargo na Câmara dos Representantes do Arkansas em 1878, mas não conseguiu.

## Vida familiar
Em 1849, Baxter casou-se com Harriet Patton, também do Condado de Rutherford, e juntos tiveram seis filhos: Milliard P., Edward A., Catherine M., George E., Hattie O. e Fannie E. Baxter era irmão do juiz federal John Baxter e tio do governador do território de Wyoming, George W. Baxter.

## Morte e legado
Baxter morreu em Batesville, Arkansas e está sepultado no Oaklawn Cemetery em Batesville, Arkansas.
Condado de Baxter, Arkansas é em homenagem a Elisha Baxter.